# Poienari
Poienari est une commune roumaine du județ de Neamț, dans la région historique de Moldavie et dans la région de développement du Nord-Est.

## Géographie
La commune de Poienari est située dans l'est du județ, à la limite avec le județ de Iași et avec celui de Bacău, sur le plateau central moldave, à 21 km au sud-est de Roman et à 70 km à l'est de Piatra Neamț, le chef-lieu du județ.
La municipalité est composée des trois villages suivants (population en 1992) :
- Bunghi (239) ;
- Poienari (1 035), siège de la municipalité ;
- Săcăleni (422).

## Histoire
En 2004, les villages de Ciurea, Holm, Pâncești Tălpălăi et Patricheni ont quitté la commune et ont formé la commune autonome de Pâncești.

## Politique
| Période                                  | Période  | Identité            | Étiquette | Qualité |
| ---------------------------------------- | -------- | ------------------- | --------- | ------- |
| Les données manquantes sont à compléter. |          |                     |           |         |
| 2008                                     | En cours | Vasile-Emil Dascălu | PDL, PSD  |         |

| Parti | Parti                           | Sièges |
| ----- | ------------------------------- | ------ |
|       | Parti social-démocrate (PSD)    | 8      |
|       | Parti national libéral (PNL)    | 1      |
|       | Parti Mouvement populaire (PMP) | 2      |

## Religions
En 2002, la composition religieuse de la commune était la suivante :
- Chrétiens orthodoxes, 99,90 %.

## Démographie
Les statistiques antérieures à 2004 incluent les villages qui se sont séparés de la commune depuis.
En 2002, la commune comptait 3 282 Roumains (99,54 %). On comptait à cette date 643 ménages et 765 logements.
| 1992  | 2002  | 2007  |
| ----- | ----- | ----- |
| 3 296 | 3 297 | 1 667 |

## Économie
L'économie de la commune repose sur l'agriculture et l'élevage.

## Communications

### Routes
Poienari est située sur la route nationale DN15D Piatra Neamț-Roman-Vaslui.